# De Heeren van Scheurbuyck
De Heeren van Scheurbuyck is het 92ste stripverhaal van De Kiekeboes. De reeks wordt getekend door striptekenaar Merho. Het album verscheen in februari 2002. Met dit album werd een nieuwe cover geïntroduceerd.

## Verhaal
Op een dag brengt de familie Kiekeboe een bezoek aan de ruïnes van het kasteel van de Heeren van Scheurbuyck. Hoewel Kiekeboe zeker weet dat hij het kasteel nooit eerder heeft bezocht, weet hij perfect hoe het er vroeger uitzag, kent hij blindelings de weg en weet hij veel over de geschiedenis, tot grote verbazing van Charlotte. Als ze de kantelen bezoeken, heeft Kiekeboe plots last van hoogtevrees, iets wat hem nog nooit parten gespeeld heeft. De nacht erna heeft hij een nachtmerrie over hoogtevrees.
Kiekeboe besluit een parapsycholoog te raadplegen, op aanraden van de gids en tevens nieuwe vriend van Fanny, Kevin. Die parapsycholoog, Lex Hickon, brengt hem terug naar een vorig leven, waar hij in de 14de eeuw de hofnar was in het kasteel. Dit verhaal wordt uiteindelijk een dubbelverhaal, waarin heden en verleden samenvallen en waarbij veel personages in de huidige reeks een rol had in het verleden.

## Dubbelpersonages
In het verhaal komen heel wat dubbelpersonages voor. In de onderstaande tabel staan deze personages, in volgorde van verschijnen.
| Eerste optreden (strook) | Personage (echte verhaal)  | Personage (historisch)  | Functie (historisch)               | Woordspeling |
| ------------------------ | -------------------------- | ----------------------- | ---------------------------------- | --- |
| 10                       | Marcel Kiekeboe            | Hans Worst              | Hofnar                             | Een "hansworst" is een idioot. |
| 11                       | Cyrano De Zalm             | -                       | Bierman                            | Dit personage kwam eerder voor in het album De onweerstaanbare man. Zijn naam is een woordspeling op de uitdrukking "het neusje van de zalm" en Cyrano de Bergerac, een man die bekendstond om zijn grote neus. |
| 12                       | Carmella Van Der Neffe     | Grietje                 | Wasvrouw                           | Vormt een koppel met Hans Worst, waarmee er verwezen wordt naar Hans en Grietje |
| 13                       | Gerard Kreuvett            | Maître Consommé         | Chef-kok                           | Een "maître consommé" is een volleerd meester. |
| 14                       | Balthazar                  | Heer Baldakeyn          | Kamerheer van de graaf             | "Baldakeyn" is een woordspeling op baldakijn |
| 14                       | Leon Van Der Neffe         | Graaf Zwezerick         | Graaf                              | Graaf Zwezerick is een woordspeling op zwezerik |
| 14                       | Jozefien Kiekeboe (Moemoe) | Arsenica                | Moeder van de graaf                | "Arsenica" is een woordspeling op het gif arseen |
| 18                       | Charlotte Kiekeboe         | Morphine                | Jonkvrouw                          | Morfine is een verdovend middel |
| 19                       | Dédé la Canaille           | Dédédalus               | Rentmeester                        | Dédédalus is een woordspeling op de naam Daedalus |
| 20                       | Alain Provist              | -                       | Voorbijganger                      | |
| 20                       | Zuster Bloedwijn           | -                       | Verkoopster van look               | |
| 20                       | De dikke dame              | -                       | Voorbijgangster                    | |
| 20                       | Dow Jones                  | -                       | Jongleur                           | |
| 21                       | Mona (en Vladje)           | -                       | Zigeuner-danseres                  | |
| 21                       | Dokter Van Pier            | -                       | Bedelaar                           | |
| 21                       | Dame Thea                  | Lage Maey               | Heks                               | verwijzing naar Hooge Maey, een afvalstortzone in het Antwerpse havengebied |
| 22                       | Inspecteur Sapperdeboere   | Catwalck                | Broeder (geestelijke)              | "Catwalck" is een woordspeling op catwalk |
| 22                       | Konstantinopel Kiekeboe    | Knotsenbol              | Ondeugende jongen                  | "Knotsenbol" is een Vlaamse uitdrukking wanneer twee mensen met elkaars koppen tegen elkaar botsen. |
| 24                       | Nonkel Vital               | Zwanzerick              | Waard van de herberg               | Woordspeling op zwezerik en "zwanzen" (Vlaams/Brussels voor "onzin verkopen") |
| 25                       | Firmin Van de Kasseien     | Aartsbisschop Predictor | Aartsbisschop                      | "Predictor" is een middel om zwangerschap te testen. |
| 25                       | Opa Vladimir               | -                       | Koetsier                           | |
| 28                       | Yvonne Van de Kasseien     | Moeder Cellulita        | Moeder-overste                     | "Cellulita" is een woordspeling op cellulitis |
| 28                       | Fanny Kiekeboe             | Anorexia                | Zuster                             | Verwijzing naar anorexia of magerzucht |
| 28                       | Alanis                     | Boulemia                | Zuster                             | "Boulemia" is een verwijzing naar boulimie |
| 29                       | Joeksel Van Der Neffe      | Suskindt                | Vondeling                          | Woordspeling op Widukind en Suske uit Suske en Wiske |
| 29                       | Froefroe Van Der Neffe     | Wiskindt                | Vondeling                          | Woordspeling op Widukind en Wiske uit Suske en Wiske |
| 31                       | Fernand Goegebuer          | Goedfried               | Ridder                             | Woordspeling op "goed" en Godfried |
| 42                       | Benny Slim                 | -                       | Beul                               | Woordspeling op "Ben niet slim" |
| 54                       | Leo Van Der Neffe          | Wernix                  | El Shid Jongere broer van de graaf | "Wernix" is een woordspeling op "weer niks" en "El Shid" op "shit" en de middeleeuwse ridder El Cid. |